# Gyulai-Zékány István
Gyulai-Zékány István (Debrecen, 1996. március 2.) magyar színész, koreográfus, táncos.

## Életpályája
A debreceni Ady Endre Gimnázium dráma tagozatán érettségizett. 10 évig táncolt a Debreceni Hajdú Táncegyüttesben. Színészi diplomáját 2020-ban kapta meg, a Színház- és Filmművészeti Egyetemen Horváth Csaba osztályában. Egyetemistaként gyakorlati idejét a székesfehérvári Vörösmarty Színházban töltötte. Egy évig színpadi mozgást tanított a Pesti Magyar Színiakadémia elsős hallgatóinak. 2021-től a szombathelyi Weöres Sándor Színház társulatának tagja. Játszott az RS9 Színházban, a Spirit Színházban és Radnóti Miklós Színházban is. Színészi munkái mellett koreográfiákat is készít.

## Fontosabb színházi szerepei
- Bartók Béla: V. vonósnégyes... Táncos
- Tar Sándor – Keresztury Tibor: A te országod... Csóka, Csendes elvtárs, Kivertfogú vendég
- William Shakespeare: Romeo és Júlia... Paris
- William Shakespeare: Vízkereszt, vagy bánom is én... Kapitány; Curio; Valentin; Pap; Rendőr
- Voltaire – Vinnai András – Bódi Zsófia – Nagy Péter István: Candide, vagy az optimizmus... Cacambo, Candide
- William Shakespeare: Vízkereszt, vagy bánom is én... Curio, rendőr
- Friedrich Schiller: Don Carlos... Henarez
- Peter Shaffer: Equus... Alan Strang
- John Kander – Fred Ebb – Bob Fosse: Chicago... Lipstick
- Sardar Tagirovsky: Film... Emlékező én
- Molnár Ferenc – Dés László – Geszti Péter – Grecsó Krisztián: A Pál utcai fiúk... Áts Feri
- Szepes Mária: A változatlanság hullámhossza... Tem Asvin
- Euripidész: Bakkhánsnők... Pentheusz
- Euripidész: Helené... Theoklümenosz, Theonoé
- Heinrich von Kleist: A Schroffenstein család...Johann, Barnabe
- Mihail Afanaszjevics Bulgakov: A Mester és Margarita...Mester, Rjuhin, Poplavszkij
- Federico García Lorca: Yerma... Juan
- Weöres Sándor: Octopus, avagy Szent György és a Sárkány – Miron főpap, Atanas, Scottus, Öregasszony
- Martin McDonagh: Az inishmore-i hadnagy... James
- Móricz Zsigmond – Tóth Réka Ágnes: Kivilágos kivirradtig... Szalay Péter
- Andrzej Saramonowicz: Tesztoszteron... Kukac, a vőlegény barátja, mikrobiológus
- Pintér Béla – Darvas Benedek: Gyévuska... Mikó honvéd
- Jerry Bock: Hegedűs a háztetőn... Mótel, szabó

## Koreográfiái
- Izgass fel! (musical-thriller, 2019)
- Sardar Tagirovsky: Film (RS9 Színház, 2020)
- Az inishmore-i hadnagy (Weöres Sándor Színház, 2022)

## Filmes és televíziós szerepei
- Legyetek szeretettel (2023)